# Sōtō
Pour les articles homonymes, voir Soto.

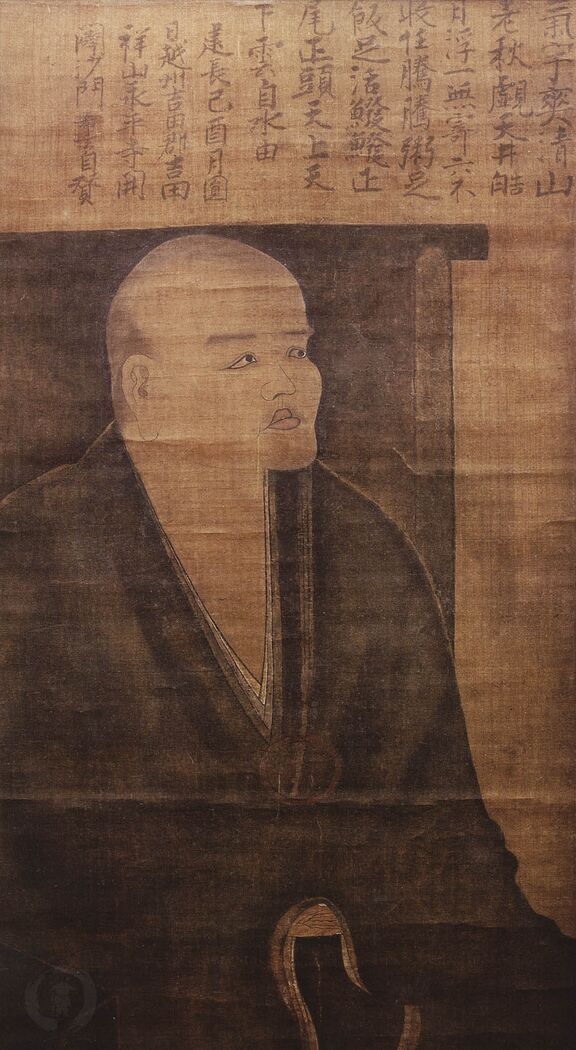
Représentation de Maître Dōgen.

L'école Sōtō (en japonais) ou Caodong (chinois : 曹洞宗 ; pinyin : Cáodòng zōng ; Wade : Ts'ao-tung-tsung, translittération en japonais : sōtō-shū) est une branche du bouddhisme Chan, fondée en Chine, durant la dynastie Tang. Dongshan Liangjie (japonais: Tōzan Ryōkai) et son disciple Caoshan Benji (japonais : Sōzan Honjaku) en sont les fondateurs, et c'est de leurs deux noms qu'est tirée l'appellation de l'école, tant en chinois qu'en japonais. L'école Sōtō fait partie des Cinq Maisons du Chán et était connue pour sa pratique particulière de la méditation.   
Elle est devenue la principale école actuelle du bouddhisme zen (appelé chan en Chine, son en Corée, thien au Vietnam et zen au Japon). Elle s'est diffusée en Occident.

## Histoire
Elle fut fondée en Chine sous l'influence de deux maîtres : Dongshan Liangjie (en japonais : Tōzan Ryōkai) et son disciple Caoshan Benji (en japonais : Sōsan Honjaku). Le premier sinogramme du nom de chacun de ces deux maîtres a donné son nom à l'école. 

### Dōgen
Au XIIIe siècle, Dōgen importe cette école au Japon, à la suite d'un séjour en Chine auprès des maîtres de l'école.
C'est en 1223, alors que le zen japonais est dominé par l'école Rinzai, que le maître zen Dōgen se rend avec un des disciples d'Eisai en Chine. Là, il séjourne durant un an au monastère de Jingdesi, sur le mont Tiantong, et découvre ainsi l'école Chán Caodong. Ce sera la rencontre avec le maître Nyojō (Rujing en chinois), qui sera déterminante, puisque ce dernier deviendra le nouveau maître de Dōgen et qu'il le chargera de transmettre ses enseignements au Japon. À son retour dans son pays, Dōgen fonde d'abord le temple de Kōshō-ji à Kyōto (la capitale impériale), mais devant l'hostilité de l'école Rinzai fortement implantée auprès du pouvoir central impérial, il quitte Kyōto. Grâce à l'appui d'un disciple laïc, seigneur de la province d'Echizen, il fondera le temple d'Eihei-ji (16 km au sud-est de l'actuelle ville de Fukui).

### Keizan
Keizan Jōkin (1264-1325), considéré comme cofondateur de l'école, fut l'un des plus importants successeurs de Dōgen. En 1321, il fonde le temple de Sōji-ji, appelé à devenir le second temple principal de l'école. Keizan introduit des rituels Shingon, ainsi que des divinités traditionnelles japonaises provenant du shintoïsme, dans l'école Sōtō, ce qui favorisera le rayonnement de l'école au Japon et sa propagation parmi les masses populaires.

## Organisation

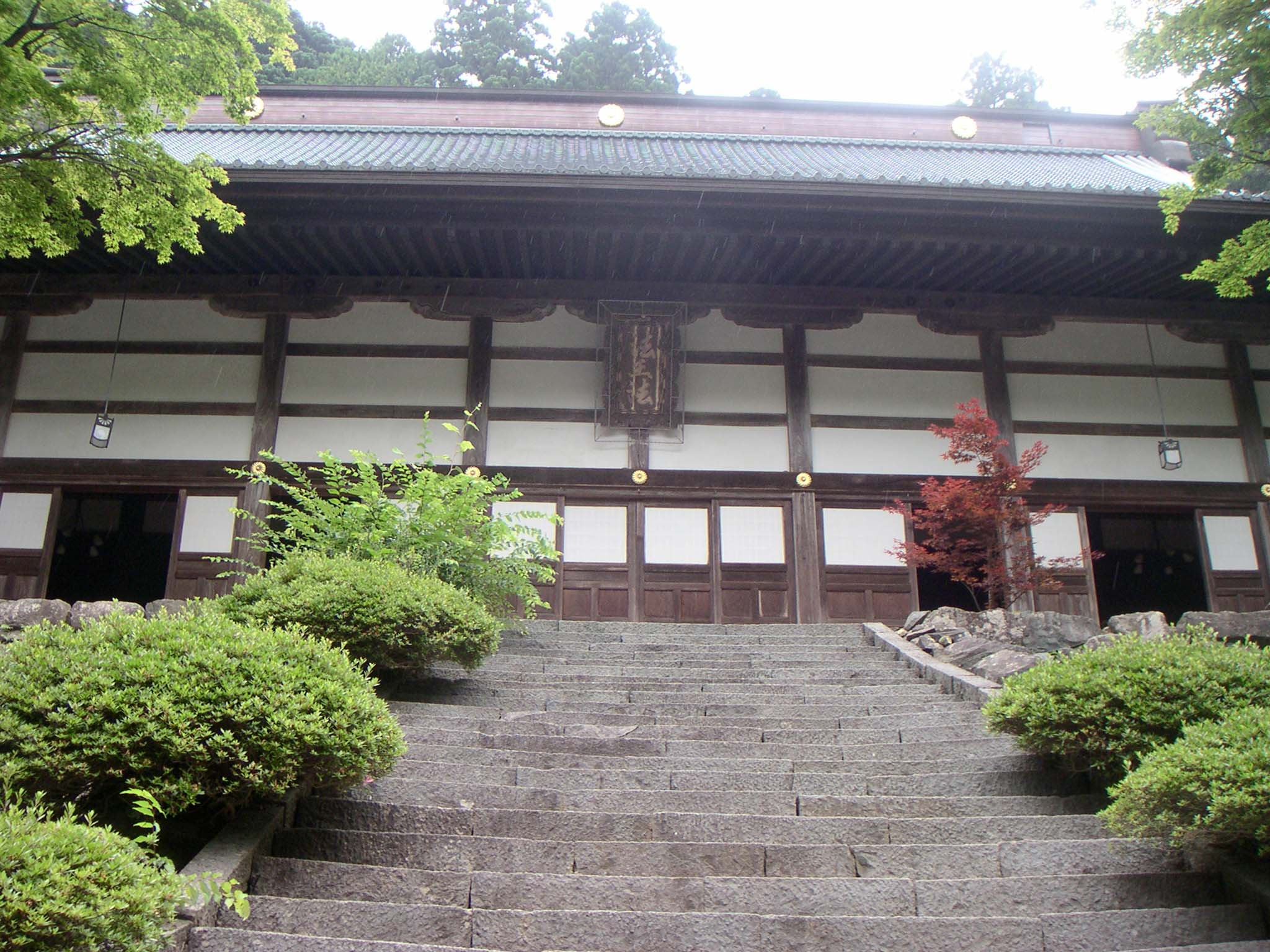
Le Temple Eihei-ji.

L'organisation actuelle de l'école Sōtō date de l'ère Meiji (1868-1912). À cette époque, les bouleversements de la société nippone conjugués à l'antibouddhisme de l'État impérial força l'école à établir une nouvelle structure. Cette réorganisation entraina une lutte entre les deux principaux monastères : Eihei-ji et Sōji-ji. C'est ainsi qu'en 1879 fut signé un accord entre les deux protagonistes. Ce traité entérine un pouvoir bicéphale pour l'école Sōtō : les deux monastères seront sur un pied d'égalité, tous deux sièges de l'école (« temple-mère », en japonais honzan). Depuis lors, tous les temples Sōtō se doivent d'être rattachés à l'un des deux honzan, du choix d'un honzan par un temple découlera de légères différences. Le chef de l'école (en japonais kanchō) est à tour de rôle l'abbé d'Eihei-ji et celui de Sōji-ji.
L'école se dota aussi d'un recueil d'instructions commun à tous les temples à destination des laïcs (fidèles), le Shūshōgi, ce livre simple d'accès résume l'essence de l'école Sōtō et s'inspire largement du Shōbōgenzō. Ainsi le Shōbōgenzō se destine aux moines et le Shūshōgi aux fidèles.

## Écoles actuelles
De nos jours, l'école Sōtō est la plus importante des écoles zen du Japon avec environ 14 700 temples, 15 000 moines et nonnes et près de sept millions d'adhérents[réf. nécessaire]. Les deux autres écoles par importance sont Rinzai avec 1,8 million d'adeptes et Ōbaku 350 000.

## Pratique
L'école Sōtō insiste sur la pratique du zazen et écarte l'utilisation trop systématique des kōan. De plus, elle affirme la possibilité d'atteindre l'éveil en une seule vie. Dans la pratique du zazen, il convient de distinguer shikantaza − « juste s'asseoir » − de mokushō-zen − « l'illumination silencieuse ». L'état d'esprit hishiryo, « au-delà de la pensée », est essentiel. On prête à Dōgen la phrase : « Pratique et éveil font un. » 

### Shikantaza
Shikantaza est la posture de méditation du zen Sōtō, elle est au centre de la pratique de l'école. Shikantaza est le « simplement assis » ou « juste s'asseoir » : on est assis sur un coussin (zafu) en position du lotus (kekka fuza) ou demi-lotus (hanka fuza). Shikantaza, c'est seulement s’asseoir sans intention particulière. « La pratique de la méditation assise consiste à se dépouiller du corps et du cœur. Seuls ceux qui méditent en étant assis tout simplement peuvent obtenir ce dépouillement. » (Maître Nyojō). 
Le zazen shikantaza se place en deçà ou au-delà de la notion de méditation dans le sens où l'accent est mis uniquement sur la posture et l'injonction « laisser passer les pensées ». Dans beaucoup de pratiques, le "kekka fuza" (posture du lotus) est un support sur lequel vient se greffer une pratique méditative. Dans la pratique du zazen shikantaza, tel qu'il est enseigné par Dōgen et ses successeurs, c'est la posture elle-même qui est support de méditation, le "kekka fuza" se suffisant à lui-même.

### Hishiryo
C'est l'un des concepts les plus importants de l’école Sōtō pour décrire l’attitude mentale à développer après avoir pris une posture correcte en zazen. Cet état d’esprit ne consiste pas à couper les pensées mais à les laisser passer sans les qualifier. Ainsi, selon Dōgen : « Ne pensez pas à ce qui est "bien" ou "mal". Ne jugez pas de ce qui est vrai ou ce qui ne l'est pas. Interrompez tous les mouvements de l'esprit, de l'intellect et de la conscience ; cessez de juger avec des pensées, des idées ou des opinions. N'ayez aucun désir de devenir Bouddha. »
Selon Taisen Deshimaru : « C'est l'art essentiel de zazen. Hishiryo jaillit de la posture juste et de l'expiration profonde. On ne pense pas mais l'inconscient s'élève. On pense inconsciemment à partir du thalamus, du cerveau profond. De cette manière, notre conscience s'approfondit, s'élargit et s'étend à tout le cosmos, ici et maintenant. Ainsi, notre esprit parvient à la tranquillité parfaite et les neurones de notre cerveau acquièrent la même vibration que celle de l'univers. »

### Mokushō-zen
Mokushō-zen est l'illumination silencieuse, c'est la méditation sans support, sans objets. Elle s'oppose à la méditation basée sur des kōan, ou sur des représentations. mokushō-zen qui est une composante du zazen (dans le zen Sōtō) peut en être dissociée pour être vécue dans chaque action de notre vie quotidienne. Chaque instant est ainsi réalisation.
Cette méditation de la vie quotidienne est aussi exprimée par le heijō shin kore dō (平常心是道) de Nansen (l’esprit quotidien est la Voie) ou par le datsu raku shin jin (脱落身心) de Nyojō (le corps-esprit se dépouille).

### Méditation au zendō
Dans le zen Sōtō, la méditation se pratique en faisant face aux murs latéraux de la salle de méditation, le zendō. Dans l'allée centrale se déplace le jikidō (responsable du kyōsaku, bâton d'éveil). Celui-ci frappe le méditant déconcentré ou assoupi, l'utilisation du kyōsaku variant suivant les temples et les pays. Généralement le coup est demandé par le méditant qui le signale avec un gasshō (mains jointes). Le jikidō effleure avec le bâton l'épaule droite de la personne pour la prévenir du coup; à la suite de quoi, les deux saluent ensemble, puis le méditant penche la tête vers la gauche, et le jikidō le frappe. Il offre ensuite son épaule gauche, pour qu'elle reçoive également un coup. Si un coup de bâton ne suffit pas, le responsable peut donner une série de coups (en japonais : rensaku). 
Les séances de zazen qui durent de quarante à cinquante minutes alternent avec des marches méditatives (en japonais kinhin) d'une dizaine de minutes. Cette marche qui est aussi appelée « zazen en marche » est destinée à détendre les jambes sans interrompre le calme et la concentration de zazen. 
Un enseignement oral (en japonais : kusen) est donné à la fin ou pendant zazen par un maître présent, ou par la lecture d'un texte.
Un enseignement oral plus long (en japonais : teisho) en dehors de zazen sur une thématique particulière peut donner lieu à un échange entre le maître et ses disciples (en japonais : mondō).

## Le zen Sōtō en Occident
Depuis la fin de la deuxième moitié du XXe siècle, le zen connaît un grand engouement en Occident — en particulier aux États-Unis et en Europe — qui contraste avec l'intérêt limité qu'il connaît au même moment au Japon. 
Aux États-Unis, le zen Sōtō s'implante d'abord en Californie, à la fin des années 1950, grâce à Shunryū Suzuki. 
En 1967, le moine Taisen Deshimaru arrive en France et il sera à l'origine de la création d'une centaine de temples en Europe.
À partir des années 80, Gudō Wafu Nishijima transmet le Dharma à plusieurs disciples américains, belges et français. 